# 靈岩洞 (江西省)
29°28′53″N 117°36′48″E / 29.48139°N 117.61333°E
靈岩洞位于中华人民共和国江西省上饶市婺源县古坦乡，由卿云、莲华、涵虚、凌虚、萃灵、琼芝等36个溶洞组成。洞内保留有“岳飞游此”、“吴徽朱熹”等游人题墨2000余处；灵岩洞遗墨题刻于2006年被列为江西省文物保护单位。灵岩洞周边地区已于1993年设立“灵岩洞国家森林公园”，1995年被列为江西省级风景名胜区。